# خاچاطور ایسکانداریان
خاچاطور مارتیروسی ایسکانداریان (ارمنی: Խաչատուր Մարտիրոսի Իսկանդարյան؛ زاده ۱۳ ژانویهٔ ۱۹۲۳ - درگذشته ۲۹ مارس ۲۰۱۵) نقاش و مجسمه‌ساز اهل ارمنستان بود.

## زندگی‌نامه
وی در ۱۳ ژانویهٔ ۱۹۲۳ در ایروان به دنیا آمد و از انستیتو دولتی هنری و نمایشی ایروان (۱۹۵۱) فارغ‌التحصیل گشت. وی همچنین برنده جوایزی همچون نشان برجسته افتخار و نقاش مردمی جمهوری ارمنستان (۲۰۱۱) شد. وی در ۲۹ مارس ۲۰۱۵ در سن ۹۲ سالگی در ایروان درگذشت.

## گزیده آثار
- بنای یادبود آرمن تیگرانیان (۱۹۶۱) - برنز - گیومری
- بنای یادبود درنیک دمیرچیان (۱۹۸۵) - سنگ گچ
- بنای یادبود هاکوب مغاپارت (۱۹۸۷) - گرانیت - ایروان
- نیم‌تنه ویکتور هامبارتسومیان (۱۹۸۸) - برنز - واردنیس
- ایروان قدیم (۱۹۸۰)
- نیم‌تنه آوتیک ایساهاکیان - گیومری

## نگارخانه

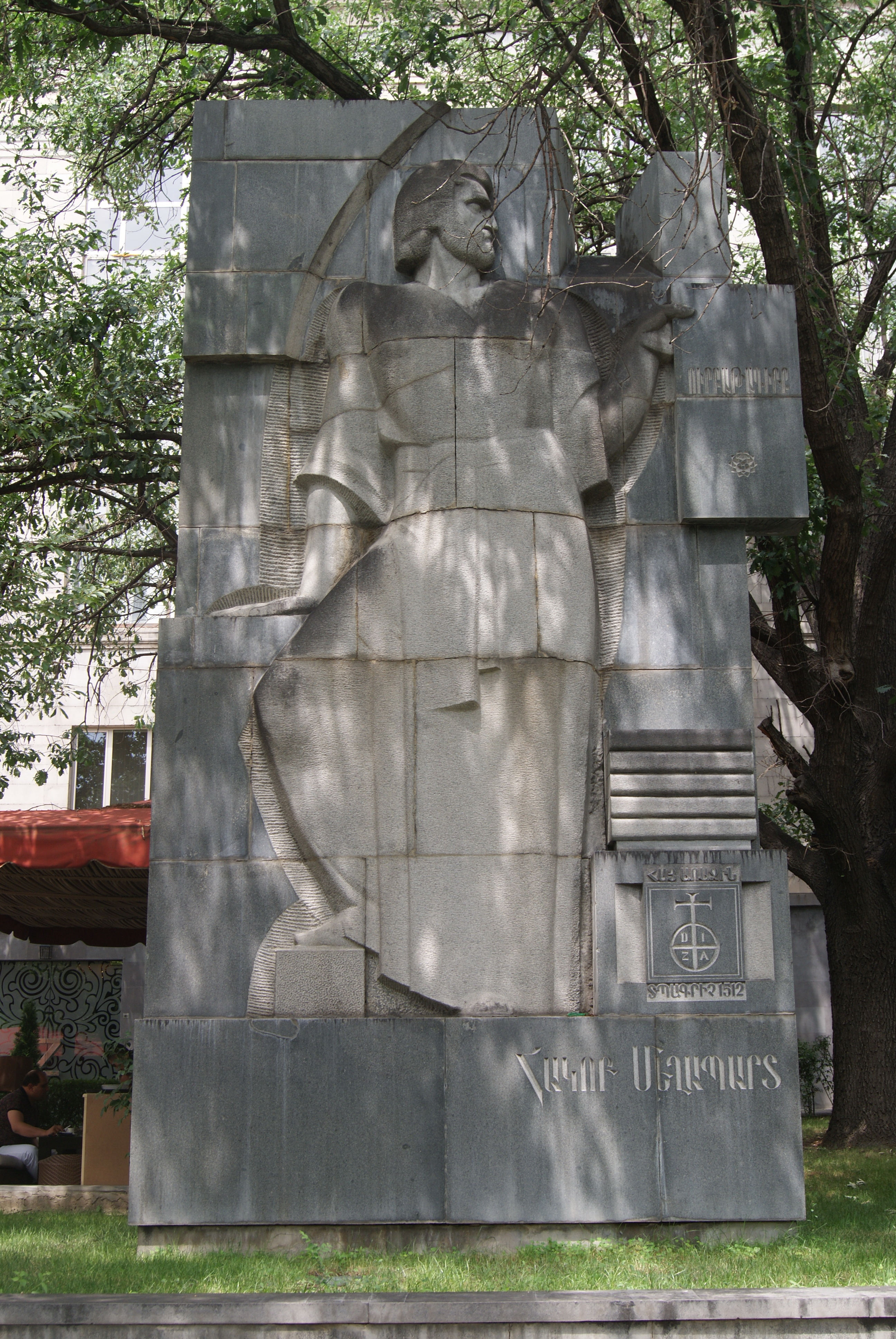
بنای یادبود هاکوب مغاپارت ایروان
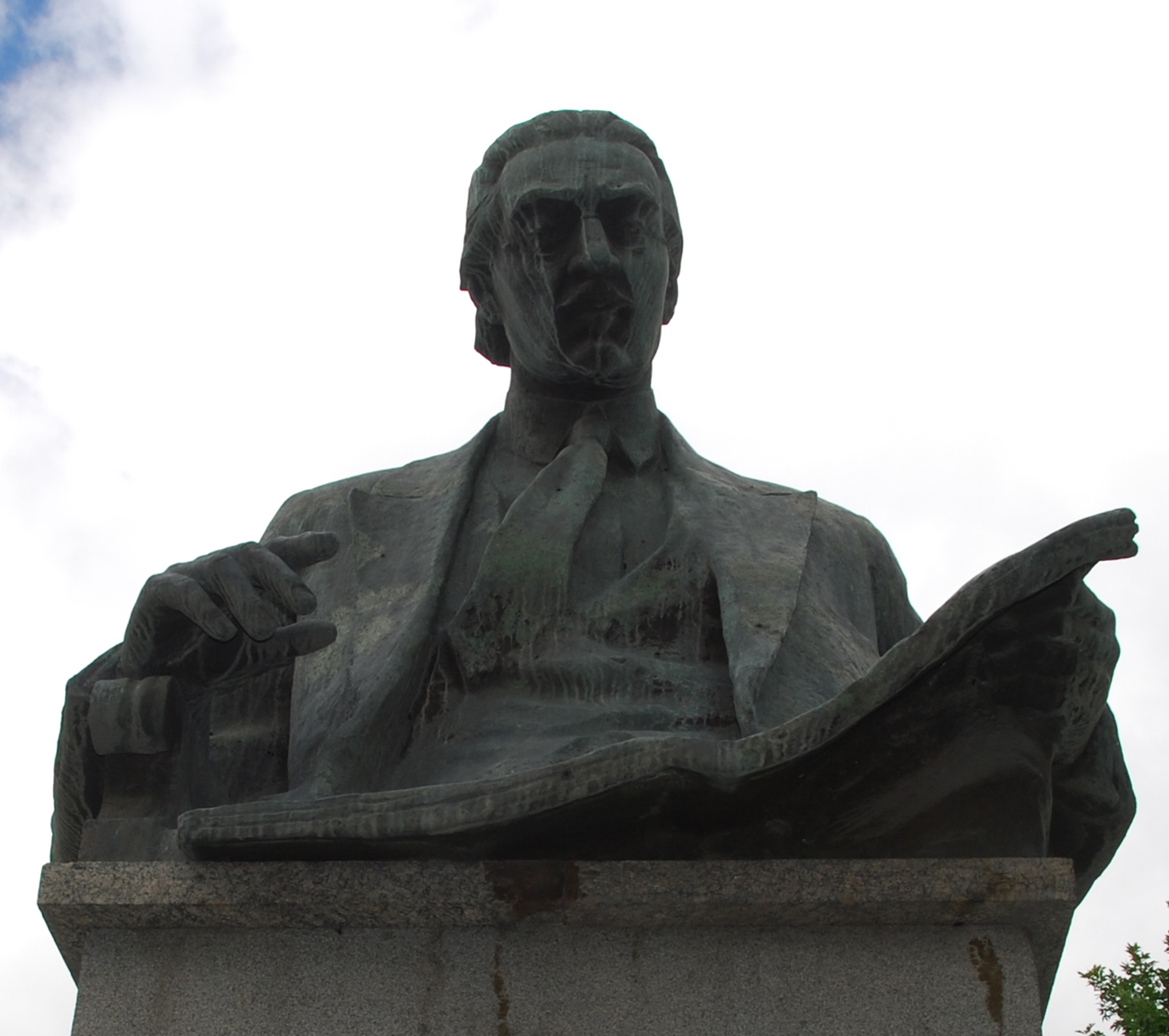
بنای یادبود آرمن تیگرانیان گیومری
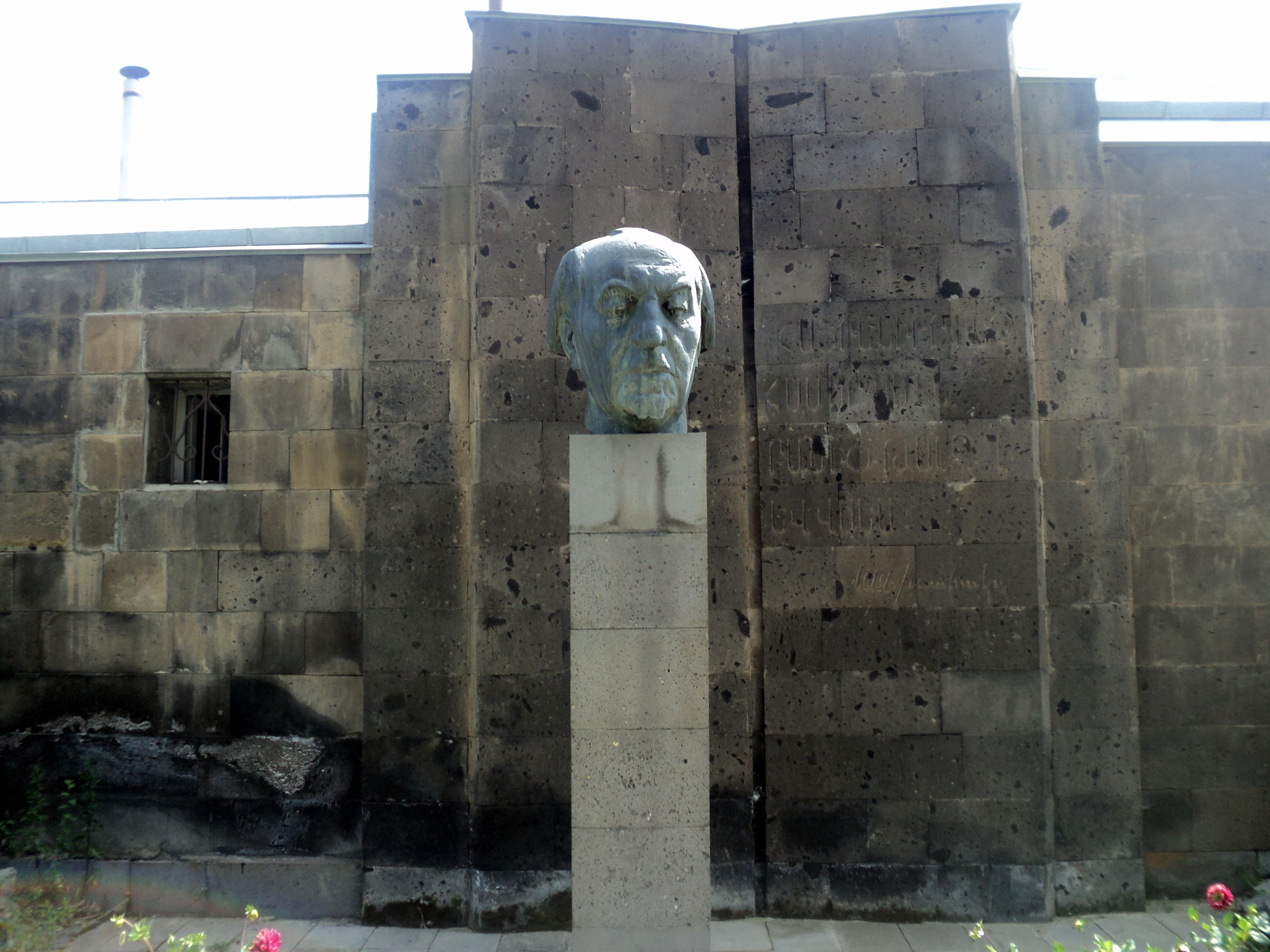
نیم‌تنه آوتیک ایساهاکیان گیومری